# La Vilavella
La Vilavella là một đô thị trong tỉnh Castellón, Cộng đồng Valencia, Tây Ban Nha. Đô thị La Vilavella có diện tích 6,2 km², dân số theo điều tra năm 2010 của Viện thống kê quốc gia Tây Ban Nha là 3357 người. Đô thị La Vilavella nằm ở khu vực có độ cao 38 mét trên mực nước biển.